# HMS Centaur (1797)
Pour les autres navires du même nom, voir HMS Centaur.
Le HMS Centaur est un navire de 3e rang de 74 canons en service dans la Royal Navy. Il a servi de navire amiral à Samuel Hood dans les Antilles et la Manche.